# شیروکا پولیانا (روستا)
شیروکا پولیانا (به بلغاری: Shiroka Polyana) یک منطقهٔ مسکونی در بلغارستان است که در شهرستان هاسکوفو واقع شده‌است.